# Beate Rössler
Beate Rössler (geboren 1958 in Heidelberg) ist eine deutsche Hochschullehrerin und Philosophin.

## Akademische Laufbahn
Beate Rössler ist die Tochter des Mediziners und Theologieprofessors Dietrich Rössler und Schwester des Ethnologens Martin Rössler. Sie studierte Philosophie, evangelische Theologie und Germanistik in Tübingen, Göttingen, London, Oxford und Berlin. 1988 wurde sie an der Freien Universität in Berlin promoviert. Ihre Habilitation zum Wert der Privatheit schloss sie 2001 an der Universität von Bremen ab. Von 2003 bis 2010 war sie Socrates-Professorin für die Grundlagen des Humanismus an der Universität von Leiden. Seit 2009 hat Rössler den Lehrstuhl für Ethik und der Geschichte der Ethik im Fachbereich Philosophie an der Universität von Amsterdam inne. Sie ist Mitglied im Lenkungsausschuss der Amsterdamer Plattform für Datenschutzforschung (APPR) und außerdem in vielen Beiräten und Kommissionen.

## Wert der Autonomie
Rössler beschäftigt sich bereits lange mit dem Thema der Autonomie und behandelt in ihren Hochschulkursen unter anderem die Freiheits- und Autonomietheorien seit Immanuel Kant. Ihr 2017 erschienenes Werk Autonomie: Ein Versuch über das gelungene Leben hat ein großes Medieninteresse erzeugt. Sie erklärt sich das zum einen damit, dass viele Menschen ein selbstbestimmtes Leben als erstrebenswert erachten. Zum anderen wurde sie in den meisten Interviews auf die Textpassage angesprochen, in der sie erklärt, dass sie das Burkatragen als selbstbestimmte Entscheidung für möglich hält. Sie plädiert außerdem dafür, nichts Negatives darin zu sehen, widersprüchliche Rollen oder Meinungen im Leben einzunehmen und zu vertreten. Denn auch Zerrissenheit könne Autonomie bedeuten.
Beate Rössler unterzeichnete den Brief vom 22. November 2023 zum Vorgehen Israels gegen die Hamas und die Palästinenser von Adam Tooze, Samuel Moyn u. a. gegen die Gruppe um Jürgen Habermas u. a.

## Mitgliedschaften
- Seit 2016: Niedersächsische Akademie der Wissenschaften zu Göttingen[9]
- Seit 2022: American Academy of Arts and Sciences
- Seit 2023: Academia Europaea[10]

## Publikationen (Auswahl)
- Der Wert des Privaten. Suhrkamp, Frankfurt am Main 2001, ISBN 978-3-518-29130-6.
- Von Person zu Person. Zur Moralität persönlicher Beziehungen. Zusammen mit Axel Honneth. Suhrkamp, Frankfurt am Main 2008, ISBN 978-3-518-29356-0.
- New Ways of Thinking about Privacy. In: A. Philips, B. Honig (Hrsg.): Oxford Handbook of Political Theory. Oxford UP, Oxford 2008, ISBN 978-0-19-954843-9.
- Autonomie. In: Ralf Stoecker, Christian Neuhäuser, Marie-Luise Raters (Hrsg.): Handbuch Angewandte Ethik. Metzler, Stuttgart 2011, ISBN 978-3-476-02303-2, S. 93–99.
- Should personal data be a tradable good? On the moral limits of markets in privacy. In: B. Roessler, D. Mokrosinska (Hrsg.): Social Dimensions of Privacy: Interdisciplinary Perspectives. Cambridge, Cambridge 2015, ISBN 978-1-107-05237-6.
- Wie wir uns regieren. Soziale Dimensionen des Privaten in der Post-Snowden Ära. In: WestEnd. Neue Zeitschrift für Sozialforschung, Nr. 13/2016, S. 103–119.
- Autonomie: Ein Versuch über das gelungene Leben. Suhrkamp, Berlin 2017, ISBN 978-3-518-29874-9.
- Zusammen mit Daniel Susser, Helen Nissenbaum: Online Manipulation: Hidden Influences in a Digital World. In: Georgetown Law Technology Review. Band 4, Nr. 1, 2019, S. 1–45.

## Interview
- Ekkehard Martens, Peter Moser:  – Fragen an Beate Rössler. In: Information Philosophie, Dezember 2017, Nr. 4, S. 84–93.